# Symphonie no 9 de Mahler
Pour les articles homonymes, voir Symphonie no 9.
La Symphonie no 9 en ré majeur  est la neuvième et dernière symphonie achevée par Gustav Mahler. Elle a été écrite pendant les étés 1909 et 1910.

## Fiche technique
- Titre : Symphonie no 9 en ré majeur
- Composition : 1909
- Durée : 1 heure 20-25 minutes
- Création : le 26 juin 1912 au festival de Vienne par l'Orchestre philharmonique de Vienne dirigé par Bruno Walter
- Publication : Universal Edition

### Orchestration
| Instrumentation de la 9e symphonie                                                                                  |
| Cordes |
| Premiers violons, seconds violons, altos, violoncelles, contrebasses, harpe                                         |
| Bois |
| 1 piccolo, 4 flûtes, 1 cor anglais, 3 hautbois, 5 clarinettes, 3 bassons, 1 contrebasson                            |
| Cuivres |
| 4 cors, 3 trompettes, 3 trombones, 1 tuba                                                                           |
| Percussions |
| 2 timbaliers, grosse caisse, glockenspiel, caisse claire, triangle, cymbales, tam tam, 3 cloches (en fa#, la et si) |

## Histoire

### Composition
Elle est composée pour un vaste effectif orchestral, mais moins la précédente symphonie, surnommée des mille. D'après sa femme, Alma Mahler, le musicien prétendit qu'il s'agissait de sa dixième, la neuvième étant son Das Lied von der Erde, probablement en raison d'une certaine superstition sur le chiffre « 9 » en référence à Ludwig van Beethoven, Franz Schubert et Anton Bruckner.
Ses trois dernières œuvres — neuvième, dixième et ses chants de la terre — ont été composées durant trois étés et représentent le chant du cygne du musicien, marqué par la mort de sa fille en 1907. Le caractère funèbre de ces partitions ne peut être nié mais Mahler a employé toute sa vie cette thématique — dont ses fameux Kindertotenlieder. On note qu'il a sous-titré de sa main, le premier mouvement : « Ô jeunesse ! perdue ! Ô amour ! disparu », et le dernier : « Ô beauté et amour, adieu ! adieu ! ». 
De structure classique, en quatre mouvements, on remarque cependant que les premier et dernier sont lents. Les deux centraux, plus courts, sont des danses plus rapides, mais que Theodor W. Adorno a qualifiées de « danses de mort ». Cette structure est curieusement proche de la sixième symphonie de Tchaïkovski, également formée de deux mouvements lents entourant un noyau central fait de danses, et qui a beaucoup été dirigée par Mahler à la fin de sa vie, même si ce dernier a émis des jugements peu flatteurs sur cette œuvre.[réf. nécessaire]

### Création
La création, sous la direction de Bruno Walter, a eu lieu un an après la mort du compositeur, le 20 juin 1912 avec l'Orchestre philharmonique de Vienne.
- Aux Pays-Bas: le 2 mai 1918 à Amsterdam, avec l'Orchestre royal du Concertgebouw, sous la direction de Willem Mengelberg
- Au Royaume-Uni: le 27 février 1930 à Manchester avec le Hallé Orchestra, sous la direction de Hamilton Harty
- Aux Etats-Unis: le 16 octobre 1931 à Boston avec l'Orchestre symphonique de Boston, sous la direction de Serge Koussevitzky
- Au Japon: le 16 avril 1967 à Tokyo avec l'Orchestre philharmonique de Moscou, sous la direction de Kirill Kondrachine

## Analyse

### 1.Andantecomodo
L'andante comodo de la neuvième symphonie reste certainement le mouvement considéré comme le plus complet écrit de la main de Gustav Mahler. D'une intensité émotionnelle exacerbée, cette page concentre à elle seule toutes les caractéristiques du style mahlérien : mélange du savant et du populaire, tempos et nuances très contrastés, orchestration aux sonorités alternées (mouvantes, fluides, claironnées, tranchantes). Elle met en application des orientations prises par le compositeur au fur et à mesure de ses œuvres, comme l'usage du style contrapuntique et de la polyphonie.
Il démarre par une exposition lente, en ré majeur, du thème initial, empreint de sensibilité, de tendresse et de nostalgie, comme une vision bienveillante et un attachement à la vie, au monde. Ce thème se développe harmonieusement puis rencontre, de manière brutale, par une modulation en mode mineur, un « événement tragique », qui rompt l'harmonie, souligné par des sonorités tranchantes et cuivrées. Cet « événement » semble briser toute espérance, tout espoir de vie. Après un fortissimo annonciateur très claironné, le thème initial mélodieux reprend le dessus, s'exprimant avec une forte intensité émotionnelle, réaffirmant l'attachement au bonheur, à la joie de vivre... Cette exposition résume bien la suite du mouvement qui alterne au fur et à mesure les épisodes tendres, mélodieux et les épisodes sombres et tragiques, comme dans une lutte de « forces antagonistes » entre la vie et la mort, l'espoir et le désespoir, l'amour et le néant. Aux deux tiers du mouvement, après une affirmation très forte de l'attachement à la  « vie », se produit une chute brutale et claironnée. « Comme un convoi funèbre » souligne le compositeur, alors qu'on entend des cloches accompagner le « convoi ». S'ensuit un « passage à vide », sorte de songe nocturne, avec un solo de flûte, aux sonorités évanescentes. Le mouvement se conclut par une longue coda apaisée, reprenant le thème initial, mais cette fois-ci avec une nostalgie plus accusée, sans lutte, se terminant sur des sonorités douces et aiguës, très pures, comme la dernière image qu'on laisse avant de dire « adieu ».
Ce mouvement très complexe connaît de très grandes variations au niveau de l'interprétation, en fonction de la vision du chef d'orchestre et des tempos accordés. Il peut durer de 24 minutes (version Walter) à plus de 30 minutes (version Chailly).

### 2. Im Tempo eines gemächlichen Ländlers
Ce mouvement intermédiaire contraste brutalement avec les « hauteurs » finales du premier mouvement. Comme un retour sur terre, on entend des sonorités boisées (bassons) annonçant une suite de tableaux champêtres, empruntant la forme du Ländler, souvent utilisée par Gustav Mahler dans ses mouvements intermédiaires. Ce mouvement présente une certaine ambiguïté au fur et à mesure de son développement  et se différencie ainsi des autres mouvements champêtres de Mahler. En effet, le caractère « tranquille » de ces tableaux paysans est vite perturbé par des polyphonies plus complexes, introduisant une certaine ironie, des modulations burlesques et une dérision amère qui dénient toute forme de naïveté à ce mouvement. Néanmoins on retrouve le mélange du savant et du populaire très caractéristique du langage mahlérien.

### 3.Rondo– Burleske.Allegroassai
Ce troisième mouvement, indiqué « très décidé », contraste de nouveau avec les mouvements précédents. De tonalité la mineur, sa brutalité et sa vivacité rappellent nettement le stürmisch bewegt, second mouvement de la  cinquième symphonie. Il démarre par un « point d'interrogation » des trompettes qui rompt l'inertie de la fin du mouvement précédent. S'ensuit une marche, avec une suite de sonorités tranchantes, agressives et acides, traduisant une lutte empreinte de véhémence, de craintes, d'interrogations et d'amertume. C'est probablement le plus mouvementé et le plus rapide des mouvements de la symphonie. Dense, rocailleux, semblable à une course aux sonorités de plus en plus éclatées et une polyphonie de plus en plus insistante, il présente vers le second tiers, une « fenêtre » mélodique, un court instant de répit aux sonorités très aériennes, pour revenir de plus belle vers la marche, sorte de danse macabre claironnée, se terminant  fortissimo.

### 4.Adagio
Le dernier mouvement de la neuvième symphonie est un mouvement lent en ré bémol majeur qui annonce d'emblée une conclusion apaisée, résignée. On retrouve immédiatement les « hauteurs » de la fin du premier mouvement comme s'il en était la suite logique et que les deux mouvements du milieu se présentaient comme des parenthèses ou des flashbacks avant l'apaisement final. On peut y voir, tout comme pour le Finale de la Troisième Symphonie, l'influence déterminante des grands adagios de l'œuvre symphonique d'Anton Bruckner (1824-1896), maître de Mahler à Vienne.
Derrière les longues phrases mélodieuses et insistantes de l'exposition, un thème initial apparait, avec les sonorités intenses et appuyées des cordes, et se marque comme une volonté de rendre hommage à la vie, à l'amour, avant de dire « adieu », en quelque sorte. Cet « adieu » semble retardé à chaque fois qu'il se présente. En effet, le mouvement prend un schéma répétitif qui alterne les grandes phrases mélodiques sereines et lumineuses reprenant le thème initial (plutôt par les cordes), les passages « sans expression » et indécis (généralement par les bois) puis les passages sombres et douloureux modulés en mineur, après quoi vient se réaffirmer avec force la sérénité du thème initial. Vers le second tiers, le passage douloureux connaît un sommet passionné, d'une gravité vertigineuse, comme un « adieu » déchirant. Il s'apaise progressivement sur des sonorités très lumineuses, pures, douces, empreintes de tendresse et de bienveillance. Arrive enfin la coda, sereine, très douce (quadruple piano) apportant l'apaisement, un calme sans trouble, comme immobile.
Ce mouvement rappelle nettement le dernier mouvement de la Troisième symphonie mais à la différence fondamentale qu'il n'est pas une conclusion monumentale et triomphale, mais plutôt un « adieu » passionné, résigné et serein.

## Discographie
- Bruno Walter, Wiener Philharmoniker, 1938, EMI
- Otto Klemperer, New Philharmonia Orchestra, EMI
- Leonard Bernstein, Berliner Philharmoniker, 1979, DGG
- John Barbirolli, Berliner Philharmoniker, 1964 EMI[1]
- Herbert von Karajan, Berliner Philharmoniker, enregistrement direct 1982, DGG[2]
- Carlo Maria Giulini, Chicago Symphony Orchestra, 1977, DGG
- Claudio Abbado, Berliner Philharmoniker, 2002, DGG